# Pico Teneriffe
Pour les articles homonymes, voir Tenerife (homonymie).
Le Pico Teneriffe est un promontoire rocheux sur la côte nord-est de l'île de la Barbade dans la paroisse de Saint-Pierre.
C'est une falaise de corail haute d'un peu moins de 100 mètres, qui tire son nom du fait que l'île de Tenerife en Espagne est le premier territoire à l'est de la Barbade, selon les habitants. Actuellement, il est estimé que le nom devrait plutôt son origine à la présence là-bas des personnes en provenance des îles Canaries,.